# مسعود اوزیل
مسوت یا مسعود اوزیل (به آلمانی: Mesut Özil)(زاده ۱۵ اکتبر ۱۹۸۸) بازیکن سابق فوتبال اهل آلمان است.

## دوران حرفه‌ای

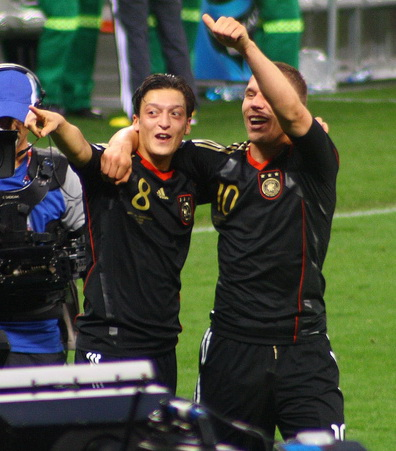
مسعوت اوزیل در سال ۲۰۱۰

وی از سال ۲۰۱۰ تا ۲۰۱۸ در تیم ملی آلمان بازی می‌کرد. به او لقب پادشاه پاس را داده‌اند و از سوی فیفا آقای پاس گل جهان معرفی شده است. او قابلیت بازی با توپ، پاس‌های عالی و قدرت دید بالایی دارد. اولین تیم او وستفالیا ۰۴ بود که تیمی محلی در منطقه شالکه است، پس از آن به شالکه ۰۴ ملحق شد و اولین بازیش برای این تیم را در ۱۷ سالگی انجام داد و به یکی از پدیده‌های تیمش مبدل شد. در دومین فصل مورد اعتماد اسلومکا، مربی جدید تیم قرار نداشت. پدر اوزیل از این وضعیت خسته شد پس از رد پیشنهاد تمدید قرارداد یک میلیون یورویی توسط شالکه، پسرش را راهی وردربرمنی کرد که به دنبال جانشینی برای دیگو بود. بازیکن برزیلی به باشگاه فوتبال یوونتوس رفت و اوزیل با ۴٫۵ میلیون یورو به باشگاه فوتبال وردربرمن رفت تا ناجی این تیم باشد و بعد آن اوزیل با بستن قراردادی به ارزش ۱۵ میلیون یورو به رئال مادرید اسپانیا پیوست. اوزیل پس از سپری کردن دوره درخشان در رئال مادرید در فصل آخر حضور خود با قراردادی به قیمت ۴۲٫۵ میلون پوند به باشگاه آرسنال پیوست. او در سال ۲۰۱۴ همراه با تیم ملی آلمان قهرمان جام جهانی شد. در سال ۲۰۱۸ نیز پس از حواشی زیاد پس از حذف تیم ملی آلمان در دور گروهی جام‌جهانی و باخت به تیم ملی مکزیک و کره جنوبی، از تیم ملی آلمان خداحافظی کرد. او در سن ۳۴سالگی، در روز ۲۲ مارس ۲۰۲۳ از دوران حرفه ای فوتبال خداحافظی کرد.

## دوران ملی

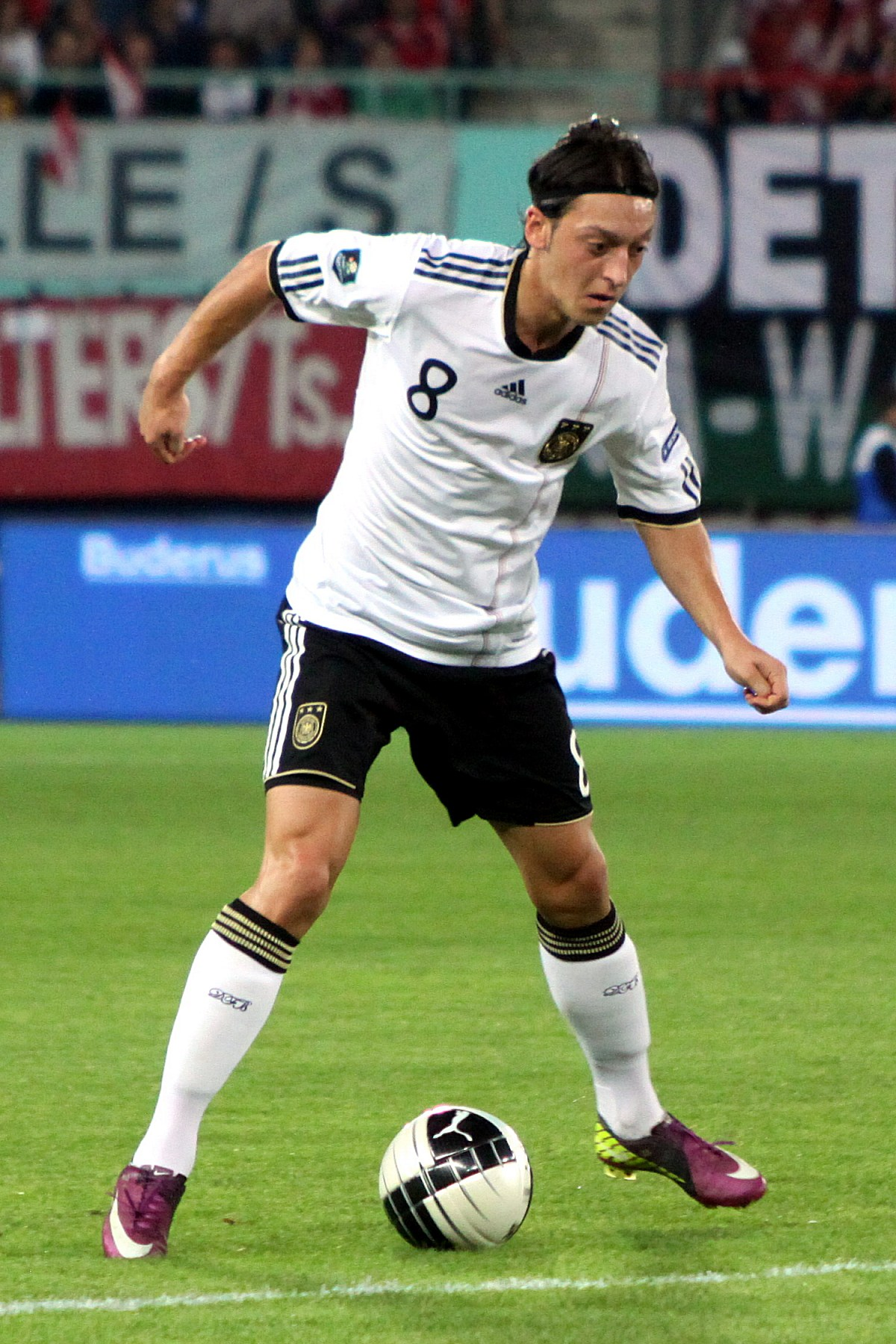
مسوت اوزیل (رئال مادرید)، تیم ملی فوتبال آلمان

### جام جهانی ۲۰۱۰
اوزیل ۲۱ ساله، با توجه به غیبت بالاک در جام جهانی، طراح اصلی تیم ملی آلمان در جام جهانی بود و در تیم ملی کشورش، با یک سبک بازی فوق‌العاده به مقام سومی جهان رسید. تکنیک او جان تازه‌ای به فوتبال ماشینی آلمان بخشید و البته باید شهرت خود را مدیون یواخیم لوو، تئوریسین متبحر آلمانی باشد. او در سه بازی تیم آلمان بازی کرد و در بازی با غنا از لبه محوطه ۱۸ قدم یک گل به ثمر رساند.

### جام جهانی ۲۰۱۴
اوزیل از بازیکنان مطرح آلمان در جام جهانی ۲۰۱۴ بود که در انتها توانست به همراه دیگر بازیکنان تیم ملی فوتبال آلمان جام قهرمانی جام جهانی را بالای سر خود ببرد. او همچنین در انتخابی جام جهانی ۲۰۱۴ با هشت گل بهترین گلزن آلمان شد و نقش اصلی را در قهرمانی آلمان در ماراکانا داشت.

## زندگی شخصی
مسعود اوزیل در خانواده‌ای اصالتاً ترک‌تبار اهل ترکیه در ۱۵ اکتبر ۱۹۸۸ در شهر گلزنکیرشن در آلمان غربی سابق به دنیا آمد. اوزیل با ماریا لاگربلوم (خواهر سارا کانر، خواننده مشهور آلمانی) ازدواج کرد اما این ازدواج چندان به طول نینجامید بعد از حضور اوزیل در اسپانیا، همسرش بنا به گفتهٔ خودش طاقت دوری از کشورش و نبود اوزیل در خانه به خاطر شرکت در تمرینات فشردهٔ رئال مادرید را نیاورد و از او جدا شد. اوزیل، زین‌الدین زیدان را سرمشق خود دانسته است.
اوزیل یک مسلمان معتقد است و قبل از ورود به زمین، آیاتی از قرآن را می‌خواند. او در مصاحبه با روزنامه چاپ برلین تاگسشپیل گفت: «من نماز می‌خوانم و هم‌تیمی‌هایم می‌دانند در آن مدت کوتاه نمی‌توانند با من صحبت کنند». اوزیل در کتاب جدید خود در رابطه با تصمیم خود در سال ۲۰۰۶ که تیم ملی فوتبال آلمان را برای بازی انتخاب کرد، می‌گوید: «من افتخار می‌کنم قادر به تصمیم‌گیری زیر فشار و بازی برای تیم ملی آلمان هستم. همچنین خیلی خوشحالم که هرگز به ترکیه پشت نکردم، درست قبل از شروع بازی من دعا می‌خوانم، همیشه قبل از شروع بازی و در هنگام ورود به زمین بازی به زبان ترکی دعا می‌خوانم و در این دعا از خداوند می‌خواهم من و هم بازی‌هایم را از مصدومیت‌ها در امان بدارد». او اضافه می‌کند که «من به عنوان یک کودک این دعاها را از پدر و مادرم یادگرفته‌ام. من بعد از بیدار شدن از خواب و بعد از خوردن غذا و در طول خواندن سرود ملی دعا می‌خوانم». همچنین اوزیل در مورد چالش انتخاب بازی کردن برای تیم ملی فوتبال آلمان و تیم ملی فوتبال ترکیه می‌نویسد: «پدر و برادرم می‌خواستند که من برای تیم ملی آلمان بازی کنم اما مادر و خواهرم مخالف بودند و می‌گفتند باید برای تیم ملی ترکیه بازی کنم. این تصمیم من ظرف چند دقیقه گرفته نشد. این تصمیم می‌توانست کل دوران حرفه‌ای من را به‌طور قابل توجهی تحت تأثیر قرار دهد. با این حال، من حرف‌های خانواده‌ام و عقاید متفاوت آن‌ها در مورد این تصمیم سخت را شنیدم. امکان‌پذیر نیست که در سن ۱۶، ۱۷ یا ۱۸ سالگی شما در چنین موضوع سختی به تنهایی تصمیم‌گیری کنید. من از همان ابتدا با پدرم موافق بودم اما پذیرش آن در آغاز برایم امکان‌پذیر نبود. من نمی‌خواستم شتاب زده عمل کنم یا تصمیم اشتباهی را بگیرم». چند روز پیش از آغاز جام جهانی ۲۰۱۸ روسیه، اوزیل با اردوغان، رئیس‌جمهور ترکیه در لندن دیدار کرد و عکس‌هایی که از این دیدار منتشر شد، واکنش‌های تندی را در آلمان به همراه داشت که سرانجام اوزیل به این انتقادات واکنش نشان داد و در ۲۲ ژوئیه ۲۰۱۸ با انتشار متنی در صفحه توئیتر و اینستاگرامش، اعلام کرد که دیگر برای تیم ملی آلمان بازی نخواهد کرد. او نوشت: «رفتاری که از سوی فدراسیون فوتبال آلمان و خیلی‌های دیگر با من شد، باعث شده که دیگر نخواهم پیراهن تیم ملی آلمان را به تن کنم. احساس می‌کنم که دیگر به من نیاز ندارند و فکر می‌کنم دستاوردهایی که از اولین بازی ملی ام در سال ۲۰۰۹ داشتم، فراموش شده است. این تصمیم را با ناراحتی و بعد از بررسی‌های زیاد، به دلیل اتفاقات اخیر، گرفتم. من تا زمانی که این احساس عدم احترام و نژادپرستی را دارم، دیگر برای تیم ملی آلمان بازی نخواهم کرد. من همیشه با احساس غرور و هیجان، پیراهن آلمان را به تن می‌کردم اما دیگر این احساس را ندارم. گرفتن این تصمیم بسیار دشوار بود زیرا همیشه با تمام وجود برای هم تیمی‌هایم، کادر فنی و مردم آلمان بازی کردم. اما وقتی مدیران رده بالای فدراسیون فوتبال آلمان چنین رفتاری با من دارند، به ریشه‌های من بی‌احترامی می‌کنند و خودخواهانه من را به تبلیغات سیاسی وصل می‌کنند، دیگر نمی‌توانم ادامه بدهم. من به این دلیل فوتبال بازی نمی‌کنم و اینطور نیست که عقب بنشینم و کاری نکنم. نژادپرستی هرگز نباید پذیرفته شود». اوزیل در سال ۲۰۱۹ با مدل و هنرپیشه، امینه گولشه ازدواج کرد و چندی بعد ازدواجشان صاحب دو دختر شدند.

## دوران باشگاهی

### رئال مادرید
اوزیل در جام جهانی ۲۰۱۰ عالی بود و در آن جام پدیده شد. بعد از آن تیم‌های زیادی در پی جدی من او بودند. بارسلونا، آرسنال و رئال مادرید مهم‌ترین تیم‌ها بودند.
اوزیل با بستن قراردادی به ارزش ۱۵ میلیون یورو به رئال مادرید اسپانیا پیوست. اوزیل در اولین فصل حضورش در رئال ۲۵ پاس گل داد و از این نظر در اروپا بهترین عملکرد را داشت. او در دومین فصل حضورش شماره ۱۰ را پوشید و در تیم ژوزه مورینیو پلی میکر اصلی شد. اوزیل در مسابقات باشگاه‌های فوتبال اسپانیا (لالیگا) نیز به عنوان یکی از تأثیرگذارترین بازیکنان رئال مادرید موجبات قهرمانی این تیم را فراهم نمود.

### آرسنال
اوزیل پس از ۳ سال حضور در رئال مادرید در نقل و انتقالات تابستان ۲۰۱۳ با قراردادی ۵ ساله به ارزش ۴۲٬۵ میلیون یورو به آرسنال انگلیس پیوست.
در ۱۴ سپتامبر ۲۰۱۳ در مقابل ساندرلند اولین بازی اش را برای توپچی‌ها انجام داد و در همان بازی اولین پاس گلش را نیز به ژیرو داد. در فصل ۲۰۱۳/۱۴ در بین نامزدهای توپ طلا قرار گرفت و در تیم منتخب یوفا هم قرار گرفت. او در سال ۲۰۱۶ با ۱۸ پاس گل بهترین پاسور لیگ شد. او در مجموع حضورش در آرسنال ۳۳ گل به ثمر رسانده است.

### فنرباغچه
او پس از مشکلاتی که بین او و مربی اش میکل آرتتا به وجود آمد از لیست بازیکنان اصلی تیم خط خورد و سکونشین شد او همیشه از باشگاه فوتبال فنرباغچه به عنوان تیم محبوبش نام برده است و بالاخره به آرزوی قلبی خود رسید و با قراردادی ۴ ساله به فنرباغچه پیوست.

### استانبول باشاق‌شهر
او در سال ۲۰۲۲ به این باشگاه پیوست.

## آمار باشگاهی
| عملکرد    | عملکرد      | عملکرد    | لیگ      | لیگ      | جام      | جام      | قاره‌ای | قاره‌ای | دیگر | دیگر | مجموع | مجموع |
| فصل       | باشگاه      | لیگ       | بازی     | گل       | بازی     | گل       | بازی   | گل     | بازی | گل   | بازی  | گل    |
|           |             |           | لیگ برتر | لیگ برتر | جام حذفی | جام حذفی | اروپا  | اروپا  | دیگر | دیگر | مجموع | مجموع |
| --------- | ----------- | --------- | -------- | -------- | -------- | -------- | ------ | ------ | ---- | ---- | ----- | ----- |
| ۲۰۰۶–۲۰۰۷ | شالکه       | بوندسلیگا | ۱۹       | ۰        | ۱        | ۰        | ۱      | ۰      | ۲    | ۰    | ۲۳    | ۰     |
| ۲۰۰۷–۲۰۰۸ | شالکه       | بوندسلیگا | ۱۱       | ۰        | ۱        | ۱        | ۴      | ۰      | ۰    | ۰    | ۱۶    | ۰     |
| جمع       | جمع         | جمع       | ۳۰       | ۰        | ۲        | ۱        | ۵      | ۰      | ۲    | ۰    | ۳۹    | ۰     |
| ۲۰۰۷–۲۰۰۸ | وردربرمن    | بوندسلیگا | ۱۲       | ۱        | ۰        | ۰        | ۲      | ۰      | ۰    | ۰    | ۱۴    | ۱     |
| ۲۰۰۸–۲۰۰۹ | وردربرمن    | بوندسلیگا | ۲۸       | ۳        | ۵        | ۲        | ۱۴     | ۰      | ۰    | ۰    | ۴۷    | ۵     |
| ۲۰۰۹–۲۰۱۰ | وردربرمن    | بوندسلیگا | ۳۱       | ۹        | ۵        | ۰        | ۱۰     | ۲      | ۰    | ۰    | ۴۶    | ۱۱    |
| ۲۰۱۰–۲۰۱۱ | وردربرمن    | بوندسلیگا | ۰        | ۰        | ۱        | ۰        | ۰      | ۰      | ۰    | ۰    | ۱     | ۰     |
| جمع       | جمع         | جمع       | ۷۱       | ۱۳       | ۱۱       | ۲        | ۲۶     | ۲      | ۰    | ۰    | ۱۰۸   | ۱۷    |
| ۲۰۱۰–۲۰۱۱ | رئال مادرید | لالیگا    | ۳۶       | ۶        | ۶        | ۳        | ۱۱     | ۱      | ۰    | ۰    | ۵۳    | ۱۰    |
| ۲۰۱۱–۲۰۱۲ | رئال مادرید | لالیگا    | ۳۵       | ۴        | ۵        | ۰        | ۱۰     | ۲      | ۲    | ۱    | ۵۲    | ۷     |
| ۲۰۱۲–۲۰۱۳ | رئال مادرید | لالیگا    | ۳۲       | ۹        | ۸        | ۰        | ۱۰     | ۱      | ۲    | ۰    | ۵۲    | ۱۰    |
| ۲۰۱۳–۲۰۱۴ | رئال مادرید | لالیگا    | ۲        | ۰        | ۰        | ۰        | ۰      | ۰      | ۰    | ۰    | ۲     | ۰     |
| جمع       | جمع         | جمع       | ۱۰۷      | ۱۹       | ۱۹       | ۳        | ۳۱     | ۴      | ۴    | ۱    | ۱۶۱   | ۲۷    |
| ۲۰۱۳–۲۰۱۴ | آرسنال      | لیگ جزیره | ۲۶       | ۵        | ۵        | ۱        | ۸      | ۱      | ۱    | ۰    | ۴۰    | ۷     |
| ۲۰۱۴–۲۰۱۵ | آرسنال      | لیگ جزیره | ۲۲       | ۴        | ۵        | ۱        | ۵      | ۰      | ۰    | ۰    | ۳۲    | ۵     |
| ۲۰۱۵–۲۰۱۶ | آرسنال      | لیگ جزیره | ۳۵       | ۶        | ۱        | ۰        | ۸      | ۲      | ۱    | ۰    | ۴۵    | ۹     |
| ۲۰۱۶–۲۰۱۷ | آرسنال      | لیگ جزیره | ۳۳       | ۸        | ۳        | ۰        | ۸      | ۴      | ۰    | ۰    | ۴۵    | ۱۲    |
| ۲۰۱۷–۲۰۱۸ | آرسنال      | لیگ جزیره | ۲۶       | ۴        | ۰        | ۰        | ۷      | ۱      | ۲    | ۰    | ۳۵    | ۵     |
| ۲۰۱۸–۲۰۱۹ | آرسنال      | لیگ جزیره | ۲۴       | ۵        | ۱        | ۰        | ۱۰     | ۱      | ۰    | ۰    | ۳۵    | ۶     |
| ۲۰۱۹–۲۰۲۰ | آرسنال      | لیگ جزیره | ۱        | ۰        | ۱        | ۰        | ۰      | ۰      | ۱    | ۰    | ۲     | ۰     |
| جمع       | جمع         | جمع       | ۱۶۷      | ۳۲       | ۱۶       | ۲        | ۴۶     | ۹      | ۵    | ۰    | ۲۳۴   | ۴۸    |
| مجموع     | مجموع       | مجموع     | ۳۷۵      | ۶۴       | ۴۸       | ۸        | ۱۰۸    | ۱۵     | ۹    | ۱    | ۵۴۲   | ۹۲    |

## پاس گل
اوزیل تنها بازیکن تاریخ فوتبال است که در همه رقابت‌های جام جهانی، یورو، لیگ قهرمانان اروپا، لیگ اروپا، لیگ جزیره، بوندس لیگا و لالیگا آقای پاس گل شده است.
او تا سال ۲۰۱۲ در تمامی تورنمنت‌ها ۶۰ پاس گل داده است و در مجموع در لیگ تا ژانویه ۲۰۱۳، ۴۰ پاس گل داده است و از این رو به عنوان آقای پاس گل جهان محسوب شد و به او لقب پادشاه پاس گل را داده‌اند. او در سال ۲۰۱۲، ۳۰ پاس گل داد که رکوردار پاس گل در بین ۵ لیگ معتبر جهان است. وی در نوامبر ۲۰۱۵ رکوردی جدیدی در لیگ برتر ثبت کرد، او توانست در شش بازی متوالی پاس گل بدهد.

## افتخارات

### وردربرمن
- جام حذفی فوتبال آلمان: ۲۰۰۸–۲۰۰۹
- لیگ اروپا: نایب قهرمان ۲۰۰۸–۲۰۰۹

### رئال مادرید
- لا لیگا: ۲۰۱۱–۲۰۱۲
- کوپا دل ری: ۲۰۱۰–۲۰۱۱
- سوپرجام فوتبال اسپانیا: ۲۰۱۲

### آرسنال
- جام حذفی فوتبال انگلستان: ۲۰۱۳–۲۰۱۴، ۲۰۱۴–۲۰۱۵، ۲۰۱۶–۲۰۱۷، ۲۰۱۹–۲۰۲۰
- سوپر جام فوتبال انگلستان: ۲۰۱۵، ۲۰۲۰
- جام اتحادیه فوتبال انگلستان: نائب قهرمان ۲۰۱۷–۲۰۱۸
- لیگ اروپا: نائب قهرمان ۲۰۱۸–۲۰۱۹

### آلمان
- جام جهانی: ۲۰۱۴

## فعالیت اجتماعی
اوزیل در همین سال هزینه عمل جراحی ۱۱ کودک برزیلی را بر عهده گرفت.